# Стурнара
Стурнара (на гръцки: Στουρνάρα) или Доляна (Δολιανά) е село в Евритания, част от дем Карпениси. Намира се в планината Каликуда.
Селото е малко и доста изолирано планинско такова. Отстои на 39 км от Карпениси и на 24 км от Мегало Хорио. Днес селото е обединено със съседното село Роска, с което имат общо население 101 жители.
Село Доляна фигурира в османски архиви още от 1454 г., когато в него живели десет семейства, от които две овдовели жени. Имало две мелници и жителите му се препитавали със земеделие и пчеларство. Съществува предание, че жителите му са преселници от Янинското село Долияна, избягали от плодородното място на север и заселили се в планината, заради селска вражда.
Селският събор е всяка година на 20 юли – Илинден.
През 2009 г. е изграден метален мост, който свързва село Долияна със съседното село Роска. Едва през 21 век селото е електрифицирано и единствената воденица е захранена с електричество. В района има много защитени природни местности, подходящи за туризъм и трекинг.